# 崖

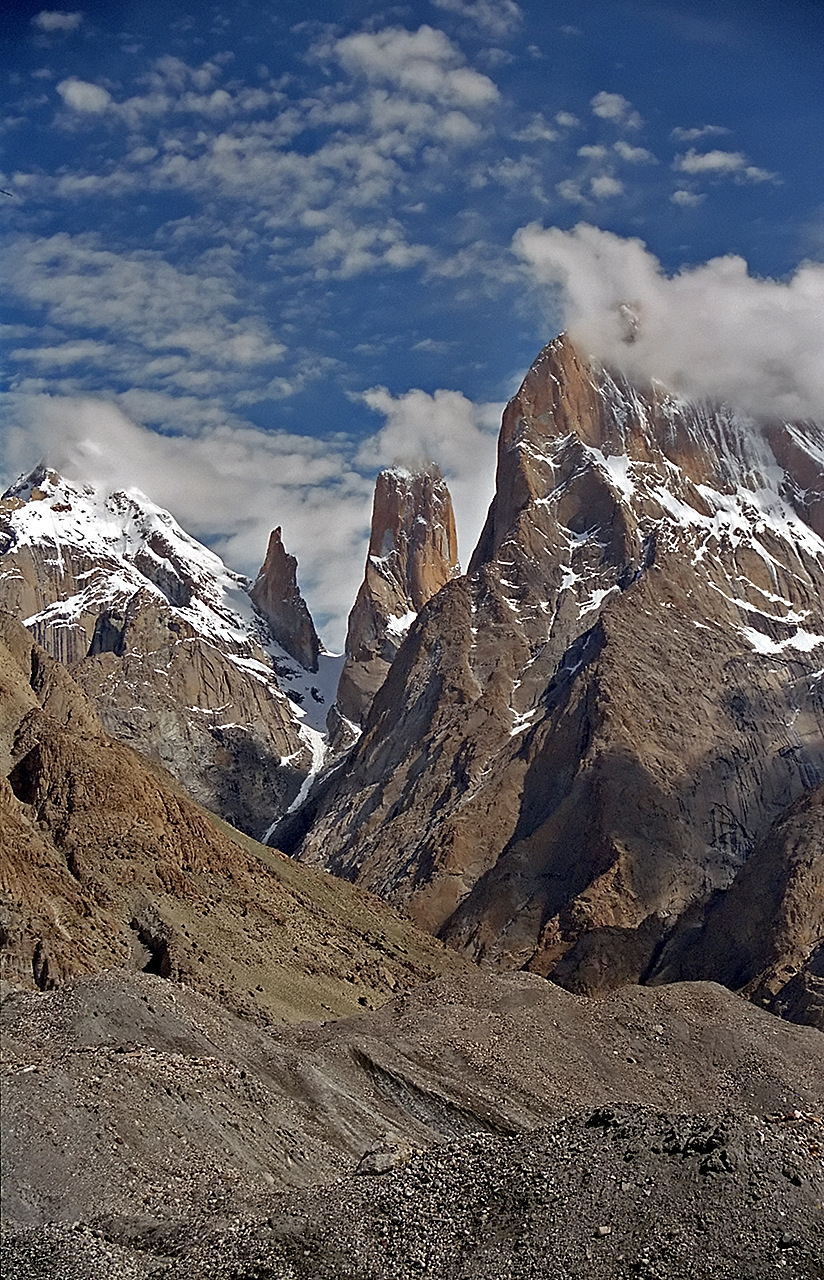
トランゴ・タワーズ／カラコルム山脈の大断崖群。パキスタン領。氷食（氷河侵食）によって形成された。

崖（がけ、がい）とは、山や岸（海岸・河岸・湖岸）などの、険しく切り立った所。地表の高度が急変する部分の急斜面との定義もできる。山腹の崖を日本語ではほき（崖、歩危）、そわ（岨）、そば（岨）ともいうが、古語の趣がある。また埼玉県などの小字名などに残っているはけ「岾」や「坫」や「𡋽」などと表記も川辺の崖である。通常は60度以上の急傾斜面を指すが、上下に平坦面がある場合は高さ数ｍ以下で斜度30度以下であっても崖とよぶことがある。垂直かそれに迫るほど切り立った崖は、古来の日本語で切岸/切り岸（きりぎし、きりきし）という。しかし現代語では断崖（だんがい）ということが多い。懸崖（けんがい）、絶崖（ぜつがい）ともいう。また、これらの同義語として、切り立った状態を壁に譬えた絶壁（ぜっぺき）があり、断崖に絶壁を合わせて断崖絶壁という強調表現もある。
英語では「崖」全般を "cliff"、「断崖」を "escarpment" といい、日本語では前者の音写形「クリフ」が外来語として通用する。レッドクリフなど
日本の宅地造成規制法施行令の1条2項によれば「地表面が水平面に対し30度を超える角度をなす土地」としている。

## 崖の成因と種類

### 自然作用による崖

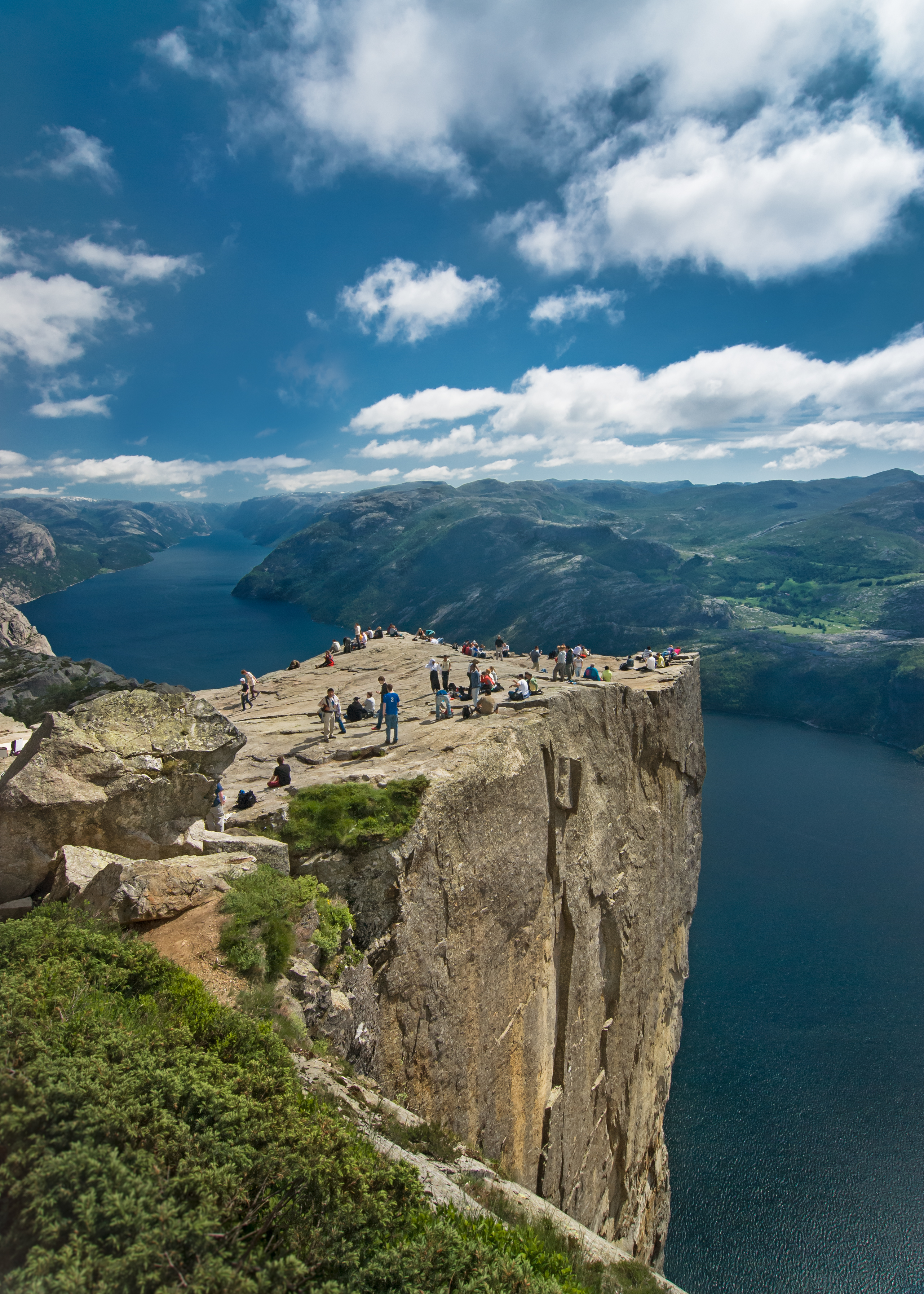
プレーケストーレンの断崖／ノルウェーのリーセフィヨルドに所在。

自然の流水・雨水・海水・風・氷河などといった外的作用が地形営力（土地に働きかけて地形を変化させる力）として作用することを侵食/侵蝕というが、地表の岩石や土壌が侵蝕されることで、そこに崖が形成される。
海水の運動（波浪・潮流・海流など）による海岸とその付近の浅海底に対する侵食を海岸侵食といい、略して海食というが、海食によって生まれる崖を海食崖/海蝕崖（かいしょくがい）といい、略して海崖ともいう。また、波浪による侵食を波食/波蝕というが、波食によって生まれる崖を波食崖/波蝕崖（はしょくがい）という。アメリカ海洋大気庁のESIマップでは海岸性状の分類を設けており、崖になっている海岸線は、Exposed rocky shore（硬い地質の傾斜30度以上の海食崖など）ほか数種類に分類される。
河川の浸食作用によって形成された崖は河食崖（かしょくがい）という。さらに、河食崖の中でも特に崖の上位が海成段丘や河岸段丘である場合は段丘崖（だんきゅうがい）という。

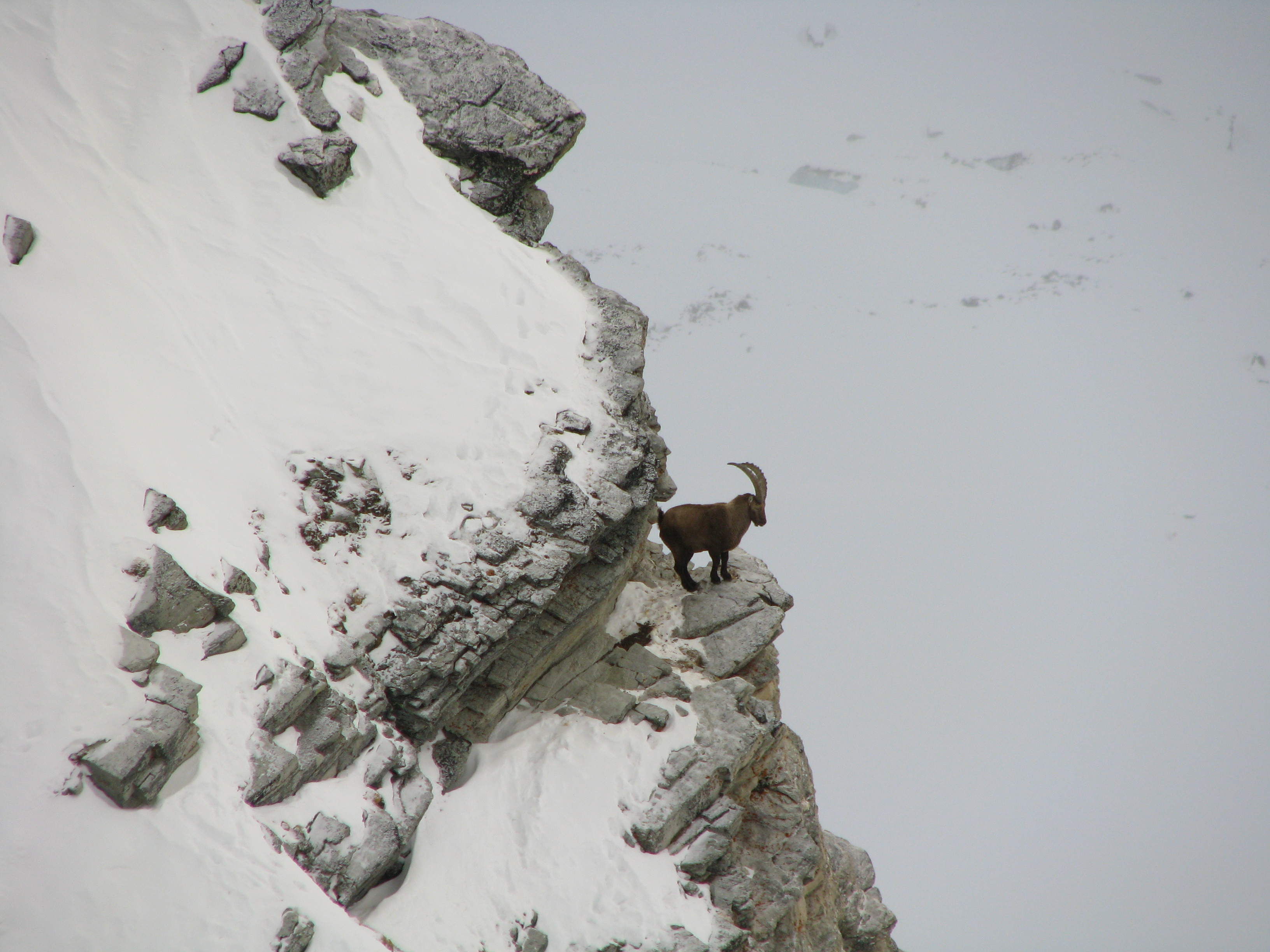
雪山の断崖で生きるアイベックス

崖はその急峻な地形ゆえに棲息環境としても生物種を選ぶ。特に脊椎動物は、断崖に適応進化した場合、捕食圧（捕食される淘汰圧）から大きく逃れることが可能となる。飛翔することで断崖を自在に利用できる鳥類は、その利点を存分に活かして崖を繁栄の場としている一大勢力といえる。鳥による崖の利用は、逃れることに限らず、多くの猛禽類がそうであるように、そこから獲物を狙うことにも利用される。また、崖があることで生じる上昇気流を、鳥は大いに利用する。高層ビルの立ち並ぶ大都会にハヤブサやオオタカが進出していることは、断崖の高さや上昇気流を利用してきた彼らの習性が、高層ビルでも有効であったことを意味する。地上棲の哺乳類の場合は、断崖に高度に適応することは生存上の極めて大きな利点となり、固有種を形成することが多い。なぜなら、中型・大型の哺乳類にとって最も警戒すべき捕食者は中型・大型哺乳類であり、彼らが能力的に入り込めないレベルの厳しい断崖に適応することは、その種からの捕食圧に対する絶対的安全地帯の確保を意味するからである。例えば、断崖にある程度適応した大型ネコ科動物（ユキヒョウなど）はいるが、より高度な適応を見せる偶蹄類の複数グループ（アイベックスなど）は、ネコ科には叶わず彼らのみが入り込めるレベルの断崖を生存上の牙城としている。切り立った崖を平地と変わらない高速で疾走できるのも彼らのみで、ネコ科の適応種はこれを追うことができない（彼らも走れるが、追いついて捕獲できるレベルではない）。垂直の絶壁さえ巧みによじ登って上層の台地を天空の楽園のように利用するサルの一種（ゲラダヒヒなど）もいる。これら高度な適応種にとって、そのような場所にいる時、幼獣などを狙ってくる警戒すべき天敵は空にしかいないことになる。

### 宅地造成による崖
宅地造成における崖は地表面が水平面に対し30度をこえる角度をなす土地で硬岩盤以外のものをいい、「がけ面」とはその地表面を、がけ面の水平面に対する角度をがけの勾配というが、宅地造成にあたっては下層のがけ面の下端を含み、かつ、水平面に対し30度の角度をなす面の上方に上層のがけ面の下端があるときは、その上下のがけは一体のものとみなす。
擁壁の前面の上端と下端とを含む面の水平面に対する角度を擁壁の勾配とし、その上端と下端との垂直距離を擁壁の高さとする。
安息角度は土質試験等に基づき地盤の安定計算により、擁壁の必要がないときは適用しないが、切り土、及び、盛り土により生じる崖面は、擁壁でおおわなければならない。ただし、切土より生じた崖で土質に応じて下に該当するものの崖面については、この限りではない。
- 砂利、真砂土、関東ローム、硬質粘土、その他これらに類する土質の場合、壁を要しない勾配は35°(1:1.482)以下、擁壁上端よりの垂直距離が5m以内まで擁壁を要しない勾配で45°以下
- 土質が軟岩の土質の場合、壁を要しない勾配は 60°(1:0.577)以下、、擁壁上端よりの垂直距離が5m以内まで擁壁を要しない勾配で80°以下
- 風化の著しい岩では、壁を要しない勾配は 40°(1:1.192)以下、擁壁上端よりの垂直距離が5m以内まで擁壁を要しない勾配で50°以下

上記に該当しない切土、盛土であっても、災害の防止のため土質による“法”の勾配、及び間知石積み擁壁については、その高さ、厚み、根入深さ、勾配、水抜穴に対しては特に配慮が必要である。

## 世界一高い崖

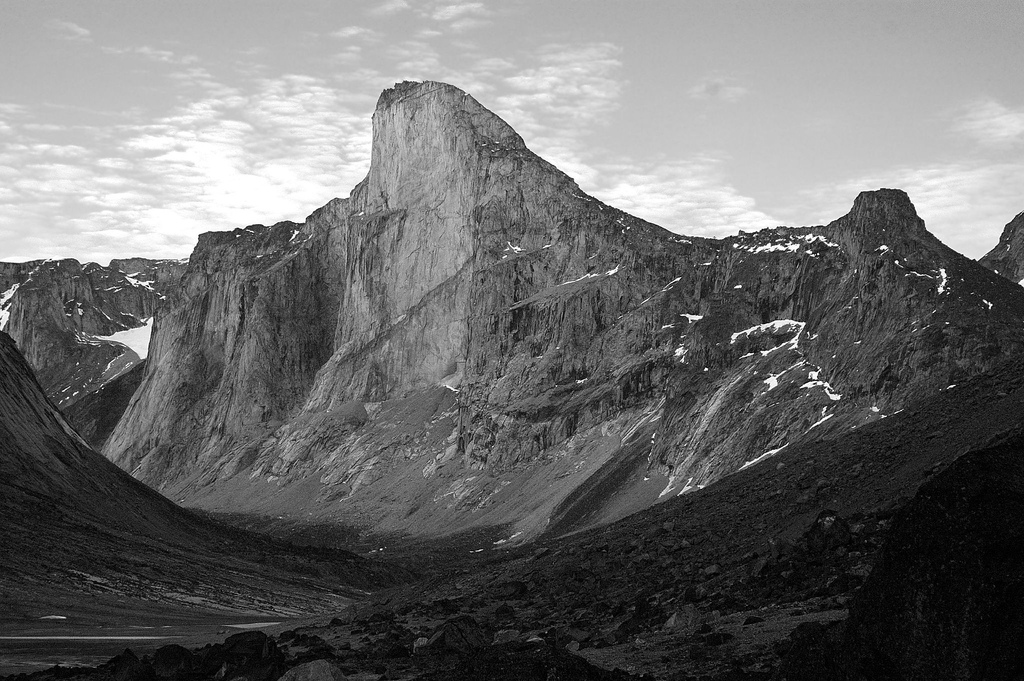
トール山全景／西壁はほぼ垂直の断崖絶壁。山頂から西壁直下谷底まで標高差（垂直距離）1,250mを誇る。

世界で最も高い崖について、ギネスワールドレコーズは、ハワイのモロカイ島に所在する「カラウパパの崖」を認定しており、これは高さ約1,010メートルの海食崖である。もっとも、カナダのバフィン島にあるトール山西壁の断崖は高さ1,250メートルで前者より高い (cf. en:Extremes on Earth#Greatest vertical drop)。こちらは主に氷食（氷河侵食）によって形成された氷食尖峰の一角としての崖である。

## 世界の崖
- オーストラリア大断崖 (大分水嶺山脈と関係)
- ブラジル大断崖
- 南部アフリカ大断崖  (ドラケンスバーグ山脈と関係)

- ラゥトラビャルグの断崖 - アイスランド北西部のヴァスフィヨルズル（フィヨルド）に所在。
- エンニベルク岬（英語版）の断崖 - ノルウェー海上、フェロー諸島のヴィーズエイ島（英語版）に所在。
- ビュルネイ島の断崖 - バレンツ海のノルウェー領海上に所在。
- プレーケストーレンの断崖 - ノルウェー南西部のリーセフィヨルドに所在。氷食による。■右列上段に画像あり。

| ドーバーの白い崖 |  | エトルタの断崖 |
| ドーバーの白い崖 |  | エトルタの断崖 |

- ドーバーの白い崖 - ドーバー海峡に面した、イングランドはケント州のチョーク層（白亜層）の海食崖。
- エトルタの断崖 - ドーバー海峡に面した、フランスはノルマンディーの景勝地。対岸にあるドーバーの白い崖と同じ、チョーク層（白亜層）の海食崖。

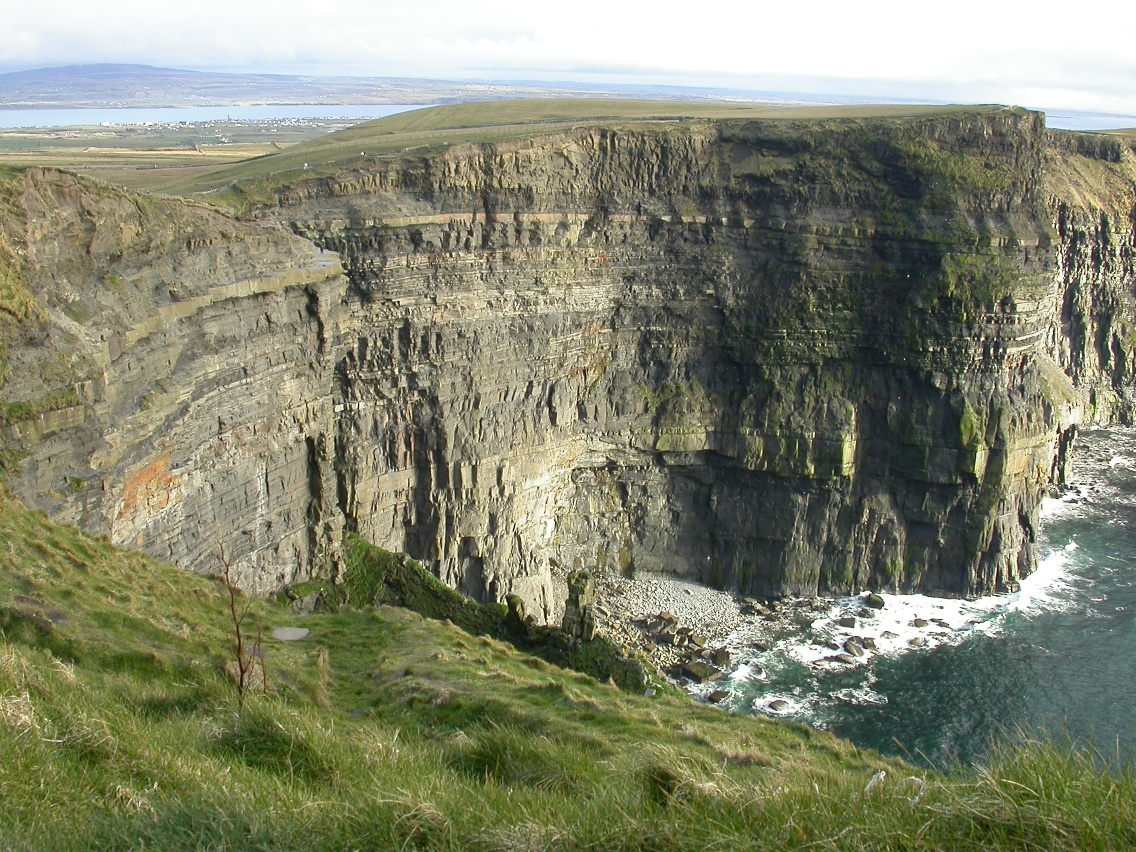
モハーの断崖／アイルランドはバレン高原にある海食崖。

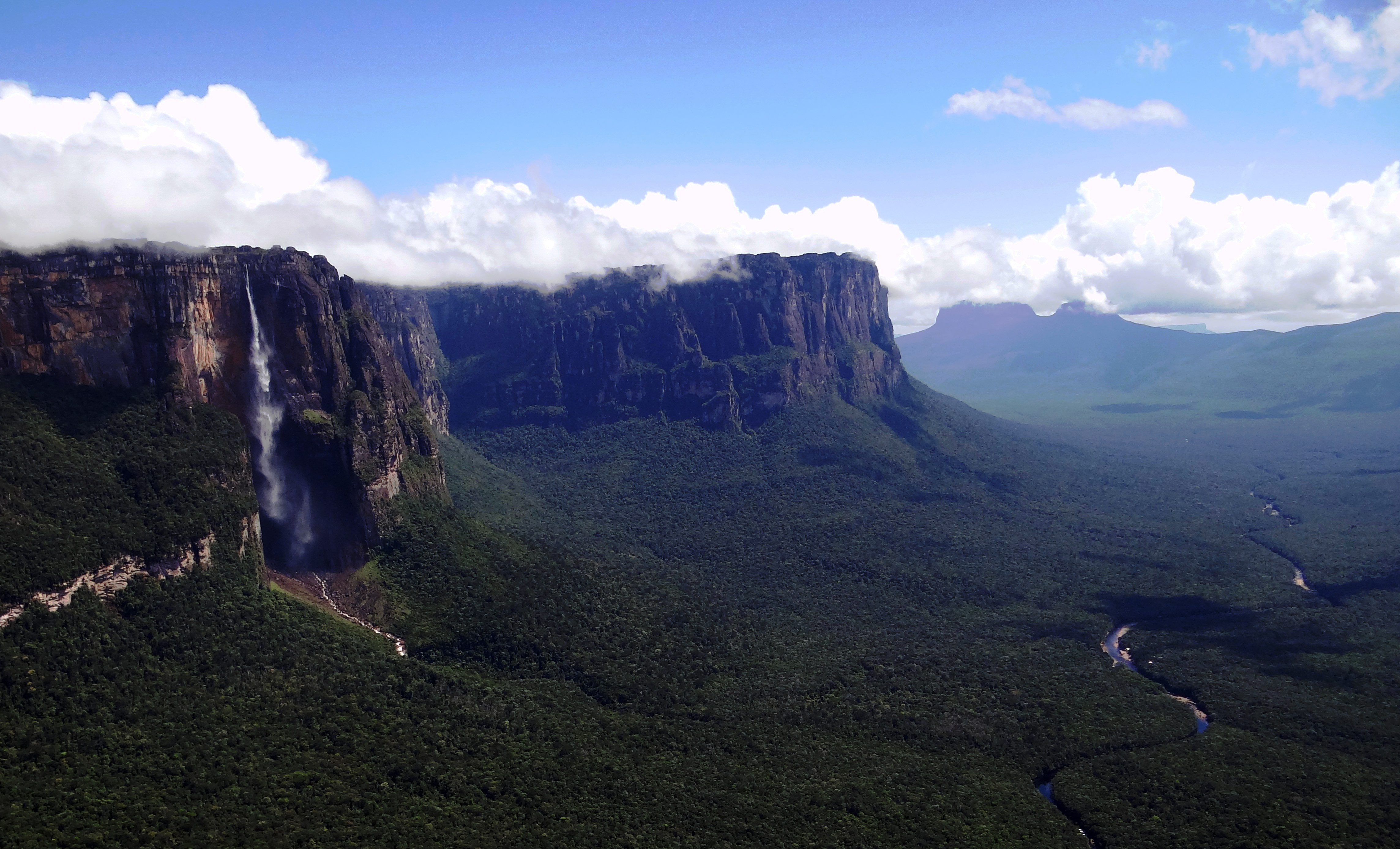
アウヤンテプイの断崖

- モハーの断崖 - アイルランドのバレン高原から大西洋に突き出す海食崖。その名は「破滅の崖」を意味する。■右列に画像あり。
- ジラン岬（英語版）の断崖 - ポルトガルはマデイラ諸島のマデイラ島に所在。
- アカンティラドス・デ・ロス・ヒガンテス（英語版） - スペイン領カナリア諸島のテネリフェ島に所在。その名は「巨人族（ギガンテス）の崖」を意味する。
- アルプス三大北壁 - いずれも氷食尖峰の一角。
  - アイガー北壁
  - マッターホルン北壁
  - グランドジョラス北壁
- フィラの断崖 - サントリーニ島の一集落フィラが所在する海食崖。サントリーニ・カルデラの外輪部の一角にあたる。
- トール山の断崖 - カナダのバフィン島に所在。氷食尖峰の一角。山頂と谷底の標高差1,250メートルは世界一。■「世界一高い崖」節に画像あり。
- ヨセミテ国立公園のエル・キャピタン - アメリカ合衆国カリフォルニア州に所在。河食（河川侵食）・雨食（雨水侵食）・氷食（氷河侵食）・風食（風侵食）等による地形。
- コロラド高原のメサやビュートの断崖 - アメリカ南西部に所在する、卓状台地（メサ）や孤立丘（ビュート）に形成された崖群。河食（河川侵食）・雨食（雨水侵食）・氷食（氷河侵食）・風食（風侵食）等による地形。
- テプイ（テーブルトップマウンテン）の断崖 - ベネズエラ、ブラジル、ガイアナにまたがるギアナ高地に点在する差別侵食された台地「テプイ」に形成された断崖群。雨食（雨水侵食）と河食（河川侵食）による地形。エンジェルフォールを擁するアウヤンテプイ（■右列に画像あり）は最大のテプイとして有名。
- カラウパパの崖 - ハワイのモロカイ島に所在する海食崖。ギネスワールドレコーズが「世界で最も高い崖」とする（「世界一高い崖」節を参照）。
- スーサイドクリフ - サイパン島に所在する海食崖。
- ブンダクリフ（英語版） - オーストラリア南オーストラリア州に所在する海食崖。
- ダーリング崖 - オーストラリア西オーストラリア州に所在する海食崖。
- トランゴ・タワーズ - カラコルム山脈の大断崖群。パキスタン領。氷食による地形。■右列上段に画像あり。
- アンナプルナ南壁 - ヒマラヤ山脈に属する。氷食尖峰の一角。最も登頂困難な断崖の一つ。

日本の崖

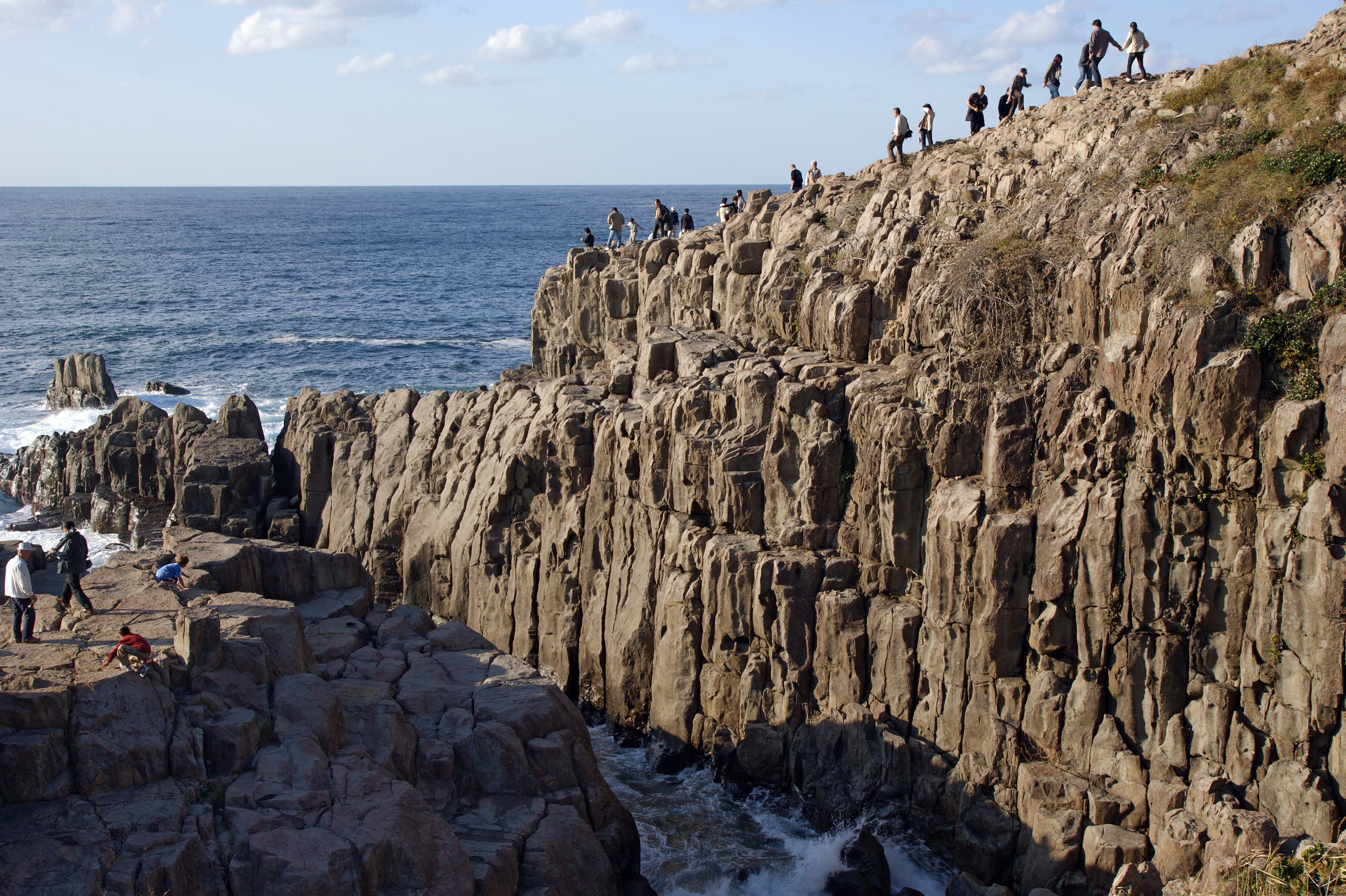
東尋坊

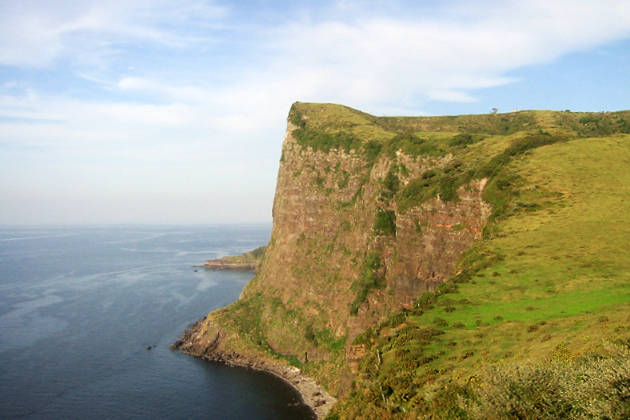
摩天崖

- 三陸海岸の北山崎 - 岩手県田野畑村に所在する海食崖。最高部約180メートル。
- 黒崎高尾の崖 - 東京都御蔵島村に所在する海食崖。高さ約480メートル。
- 東尋坊 - 福井県坂井市に所在する海食崖。最高部約25メートル、長さ約1000メートル。■右列に画像あり。
- 千賊断崖 - 兵庫県新温泉町の諸寄海岸に所在する海食崖。最高部約180メートル。
- 鎧の袖 - 兵庫県香美町の香住海岸に所在する海食崖。最高部約65メートル、長さ約200メートル。
- 三段壁 - 和歌山県白浜町に所在する海食崖。最高部約60メートル、長さ約2000メートル。■「ギャラリー」節に画像あり。
- 摩天崖 - 島根県西ノ島町（隠岐諸島）の国賀海岸に所在する海食崖。最高部約257メートル。■右列に画像あり。
- 知夫赤壁 - 島根県知夫村（隠岐諸島）に所在する海食崖。最高部約200メートル。■「ギャラリー」節に画像あり。
- 千羽海崖 - 徳島県美波町に所在する海食崖。最高部約250メートル、長さ2000メートル。

他天体の崖
- ヴェローナ断崖 - 天王星の衛星ミランダに所在。最高所と最低所の垂直距離（高低差[* 2]）5～10キロメートルは、太陽系最大。

## ギャラリー

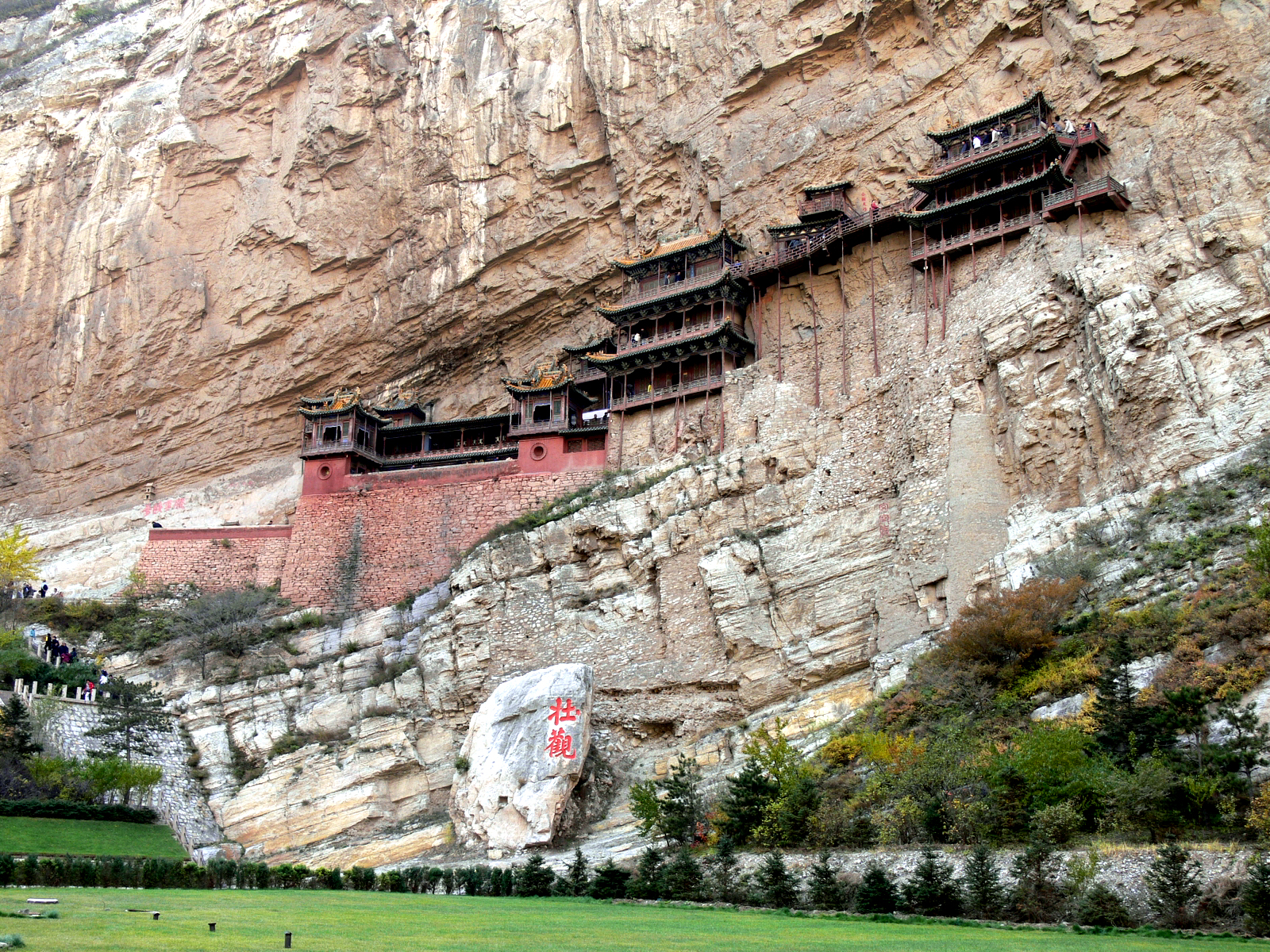
断崖と懸空寺／中国、山西省。
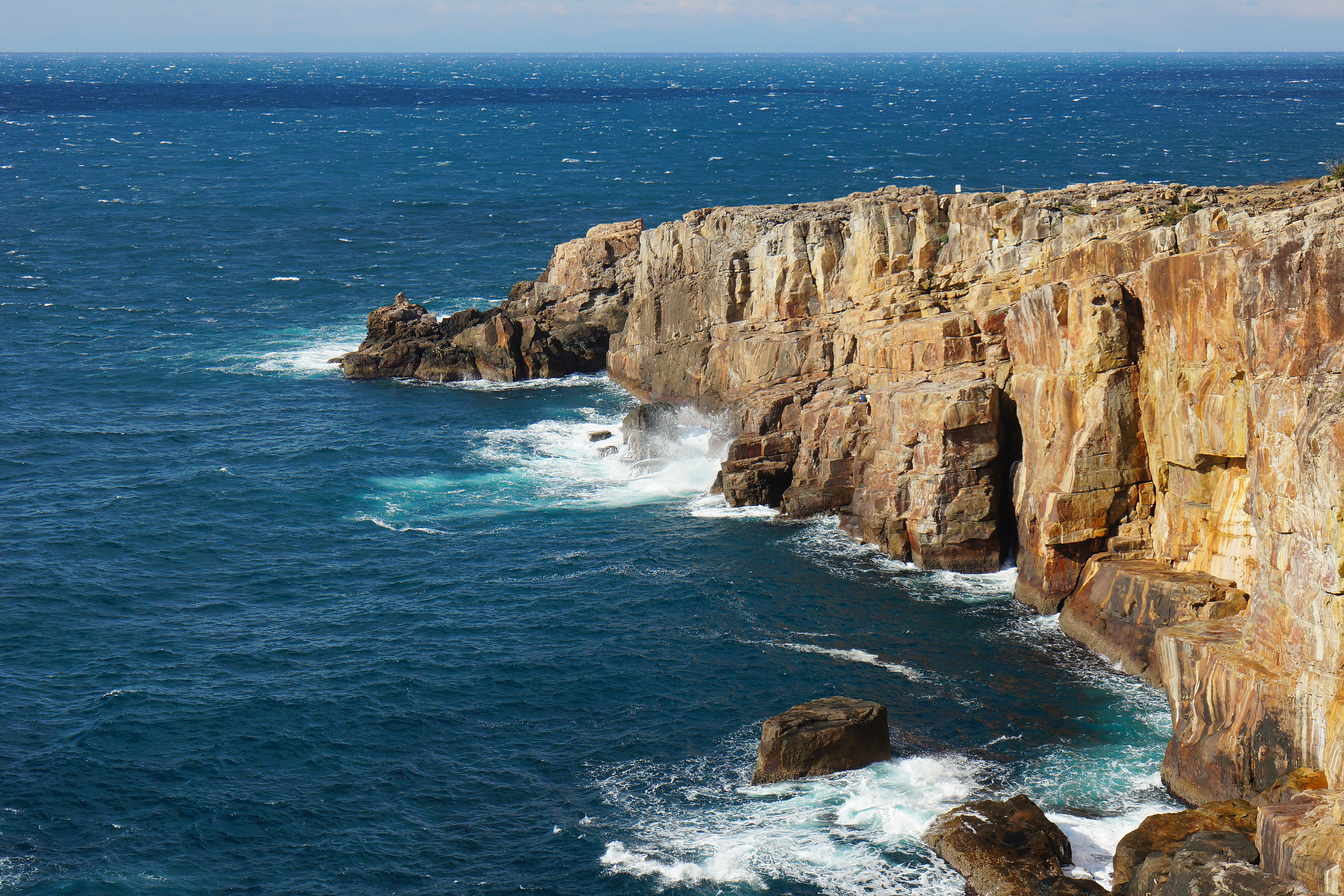
三段壁／日本、和歌山県。
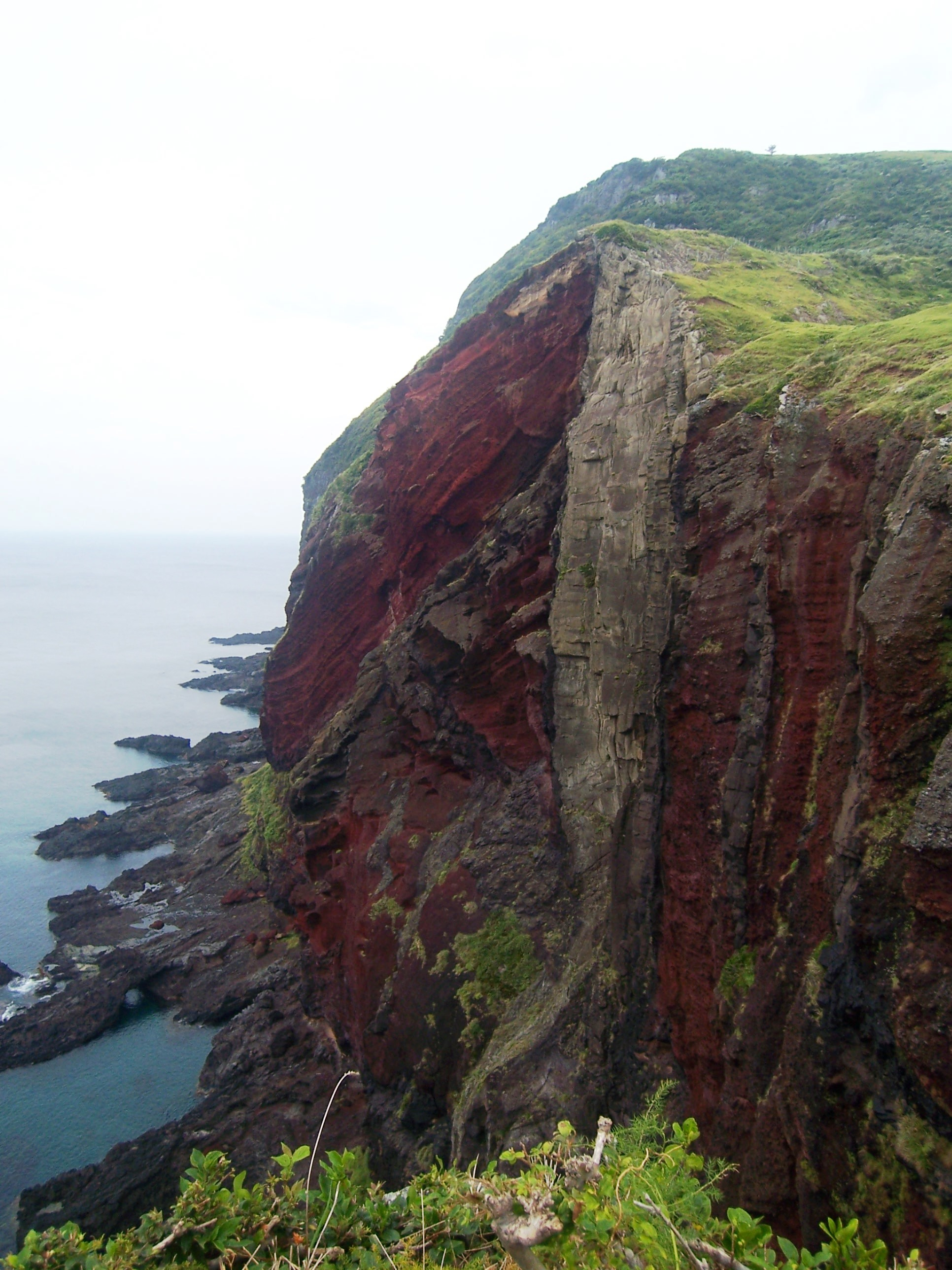
知夫赤壁／日本、島根県。

## 日本の古語・方言
崖の地形、崖線は日本各所に存在し、その古語での名称が、地名・呼称となっている。
- ママ[11]
- ハケ[12]
- ホキ[11]
- ノゲ[13]